# Hafsatu Kamara
Hafsatu Kamara (* 7. Dezember 1991 in Alexandria, Virginia, Vereinigte Staaten) ist eine sierra-leonische Leichtathletin, die sich auf den Sprint spezialisiert hat.

## Sportliche Laufbahn
Erste internationale Erfahrungen sammelte Hafsatu Kamara, die in Hamilton Township in den Vereinigten Staaten aufwuchs und an der Coppin State University sowie an der California State University, Northridge studierte, im Jahr 2014, als sie bei den Commonwealth Games in Glasgow mit 12,14 s und 25,12 s jeweils in der ersten Runde über 100 und 200 Meter ausschied. Im Jahr darauf startete sie im 100-Meter-Lauf bei den Weltmeisterschaften in Peking und schied dort mit 12,13 s in der ersten Runde aus. 2016 schied sie bei den Afrikameisterschaften in Durban mit 24,99 s im Vorlauf über 200 Meter aus und anschließend schied sie bei den Olympischen Sommerspielen in Rio de Janeiro mit 12,22 s in der Vorrunde über 100 Meter aus. 2018 schied sie bei den Commonwealth Games im australischen Gold Coast mit 12,00 s und 24,50 s jeweils im Vorlauf über 100 und 200 Meter aus und im August schied sie bei den Afrikameisterschaften in Asaba mit 25,01 s im Halbfinale im 200-Meter-Lauf aus und kam über 100 Meter mit 12,03 s nicht über die Vorrunde hinaus. 2022 schied sie bei den Commonwealth Games in Birmingham mit 11,80 s und 25,05 s erneut jeweils im Vorlauf über 100 und 200 Meter aus.

## Persönliche Bestleistungen
- 100 Meter: 11,54 s (+1,4 m/s), 17. Juni 2023 in Marietta
  - 60 Meter (Halle): 7,53 s, 17. Februar 2017 in Flagstaff
- 200 Meter: 23,83 s (+1,3 m/s), 10. Mai 2013 in Northridge
  - 200 Meter (Halle): 25,39 s, 17. Januar 2014 in New York City